# Atrachea pseudodyops
Atrachea pseudodyops är en fjärilsart som beskrevs av Butler 1884. Atrachea pseudodyops ingår i släktet Atrachea och familjen nattflyn. Inga underarter finns listade i Catalogue of Life.